# Zhenxing
Zhenxing (en chino, 振兴; pinyin, Zhènxīng) es un distrito urbano bajo la administración directa de la Prefectura Dandong  en la Provincia de Liaoning, República Popular China.  Su área es de 203 km² y su población total para 2010 superó los 460 mil habitantes. 

## Administración
Desde julio de 2023, el  Distrito Zhenxing  se divide en 10 pueblos que se administran en 7 subdistritos y 3   poblados.